# Panarenia subhirsuta
Panarenia subhirsuta là một loài bướm đêm trong họ Noctuidae.